# Panguiet
Panguiet is een mineraal met als chemische formule (Ti4+,Sc,Al,Mg,Zr,Ca)1,8O3. Het is derhalve een oxide.

## Ontdekking
Het mineraal werd in 2012 ontdekt door Amerikaanse wetenschappers middels een elektronenmicroscoop in een meteoriet. De meteoriet is zo'n 30 miljoen jaar ouder dan de aarde en is afkomstig uit de Mexicaanse staat Chihuahua waar de steen in 1969 op de aarde neerstortte.

## Naam
De naam Panguiet is afkomstig naar een figuur uit een Chinees scheppingsverhaal. De reus Pangu creëerde lucht en aarde door met een bijl yin en yang van elkaar te scheiden. Deze naam is gekozen omdat Panguiet met een leeftijd van vermoedelijk 4,5 miljard jaar een van de oudste bekende materialen van het zonnestelsel is. Het is ontstaan bij de vorming van het zonnestelsel.